# Mesquita de Sidi Yahya

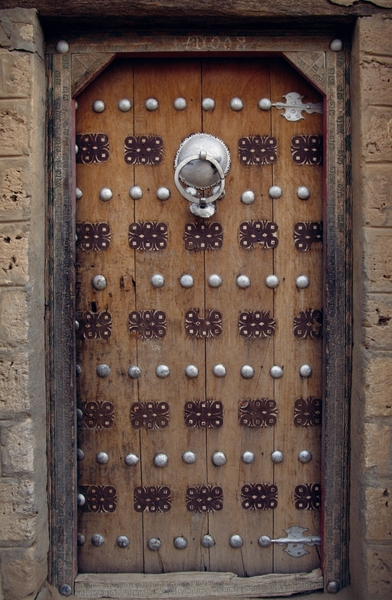
La porta sagrada principal

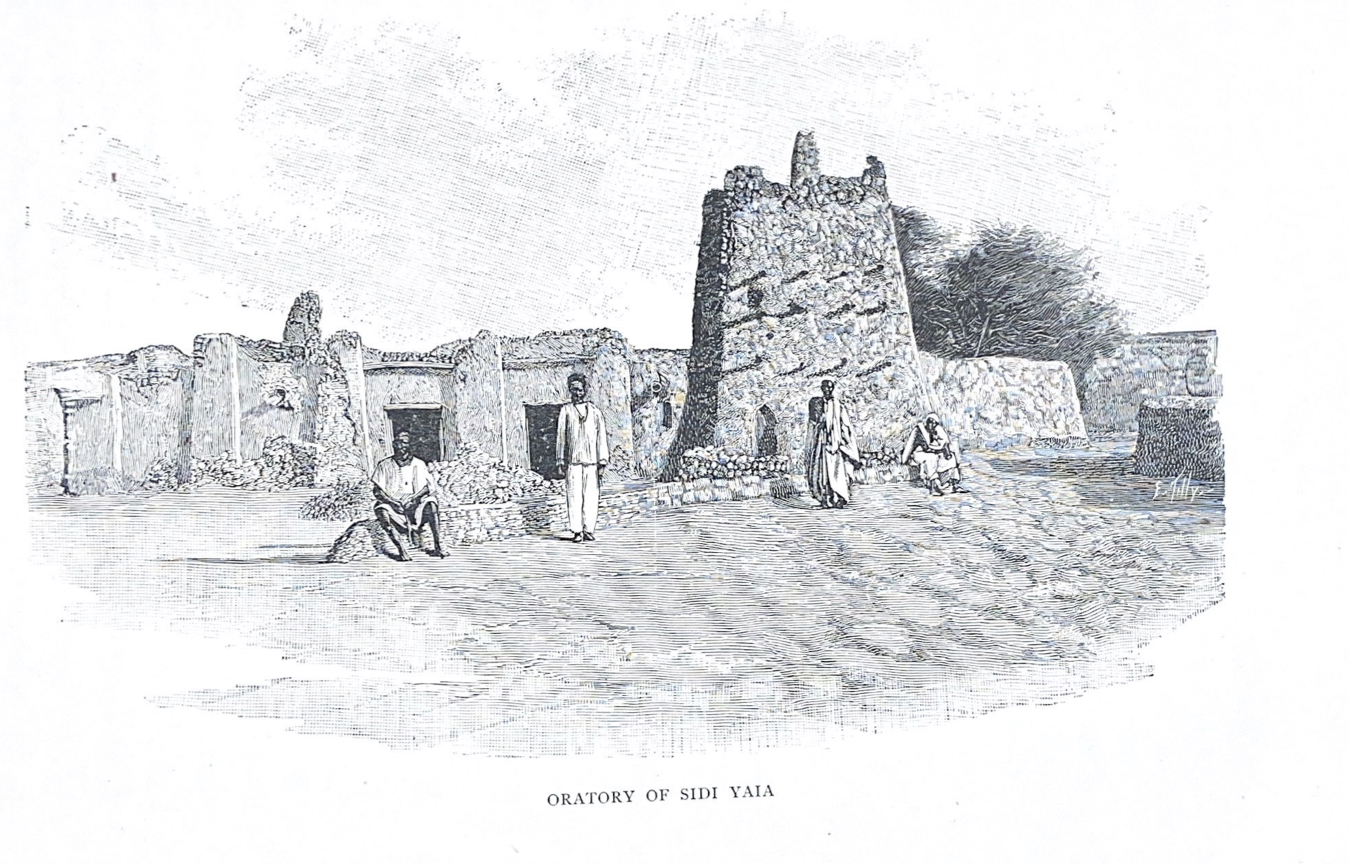
Esbós de l'Oratori de Sidi Yahya per Fèlix Dubois durant la seua exploració de l'Àfrica occidental

La mesquita de Sidi Yahya (àrab: جامع سيدي يحيى, jāmiʿ Sīdī Yaḥyà), també coneguda com la mesquita de Muhammad-n-Allah, és una mesquita i madrassa de Timbuctu, a Mali. Va començar a construir-se l'any 1400, sota la direcció del xeic el-Mokhtar Hamalla de Timbuctu, i es va acabar el 1440.
La mesquita porta el nom del seu primer imam, Sidi Yahya al-Tadelsi. Forma part de la Universitat de Timbuctu, que inclou les madrasses de Sidi Yahya, de Djingareyber i deSankore. La mesquita és un exemple típic de l'arquitectura de terra sudanosaheliana, però també presenta formes distintives de planta i decoració. Algunes parts de la mesquita de Sidi Yahya foren destruïdes pels gihadistes d'Ansar Dine el 2 de juliol del 2012, després de la batalla de Gao. Aquests elements van ser reconstruïts més tard sota direcció d'un equip de la UNESCO.

## Història
La construcció de la mesquita de Sidi Yahya, a vegades escrita Sidi Yahia, començà el 1400 pel xeic El-Mokhtar Hamalla. És una de les mesquites més antigues de Timbuctu i té una importància especial. Quan els tuàregs, sota el seu dirigent Akil, van prendre el control de Timbuctu el 1433, van donar-ne el control a Mohammed Naddi, un senhaja de Chinguiti que dirigia la mesquita. Va trigar 40 anys a acabar-se. El 1441, Mohamed Naddah, governador de la ciutat de Timbuctu, nomenà el seu amic íntim Sidi Yahya al-Tadelsi, que més tard seria venerat com a sant, com el seu primer imam. La tomba de Sidi Yayha es troba a la mesquita, i això històricament va atraure molts visitants, inclòs l'erudit més reconegut de Timbuctu, Ahmed Baba. La construcció de Sidi Yahya com a madrassa va permetre una expansió massiva de l'intercanvi de coneixements a Mali. Se sap poca cosa de la mesquita i els seus imams en l'interval del 1468 al 1583, només que el 1569 la va restaurar el Qadi el-Aqib.
El 1990, el govern de Mali sol·licità que la ciutat de Timbuctu fos inclosa en la Llista del Patrimoni Mundial en Perill de la UNESCO a causa de l'amenaça que l'arena envaís edificis històrics, com ara la mesquita de Sidi Yahya. Tot i que el poble manté Sidi Yahya millor que les altres dues mesquites principals de Timbuctu, els anys d'erosió, els fonaments desgastats i un drenatge ineficaç n'amenacen l'estructura. Després d'adoptar i implementar recomanacions per a protegir-ne l'arquitectura, Timbuctu fou eliminada de la llista el 2005.

## Característiques i arquitectura destacables
Sidi Yahya és d'estil sudanosahelià i s'assembla a les seues mesquites germanes de Timbuctu, així com a la famosa gran mesquita de Djenné. L'estructura de terra és feta de materials indígenes i naturals. Cada any, a causa de la pluja i l'erosió, el poble participa en un festival durant el qual s'aplica una barreja de fang a l'edifici. L'exterior està esquitxat de bigues de fusta a la vista que s'utilitzen per a pujar a les parts superiors per a aplicar una nova capa de fang. Segons Prussin Labelle, l'arquitectura de la mesquita de Sidi Yahya s'allunya lleument de l'èmfasi de l'arquitectura islàmica tradicional en la cosmologia. En lloc d'emfasitzar la divinitat i el cel que s'expressen típicament amb l'ornamentació i l'epigrafia, la mesquita de Sidi Yahya empra argila, fang i roca per a reiterar la terra i les connexions amb els avantpassats vius i morts, els cossos físics dels quals romanen soterrats a dins. La permanència i la monumentalitat són els objectius de les estructures sociopolítiques africanes medievals, i es creu que aquesta permanència es reflecteix en els estils arquitectònics basats en la terra usats per a construir la mesquita de Sidi Yahya. La importància dels moviments de terra i l'arquitectura d'estil reflecteix les regles africanes medievals de significat ancestral. Les persones que construeixen la mesquita juntament amb altres monuments també són enterramorts i fabricants de tombes, i incorporen encara més la naturalesa sagrada de la Terra i els seus avantpassats al seu estil.
La mesquita de Sidi Yahya s'assembla molt a altres mesquites famoses de Timbuctu, com ara les mesquites de Sankore i Djinguereber. N'hi ha diferències, tanmateix, que la distingeixen. Les seues portes són baixes i ricament dissenyades, amb influència marroquina de l'època en què la ciutat estava sota el domini tuàreg de Maghsharan (c. 1400–1468). Arquitectònicament, l'edifici conté una sala de pregària coberta, patis interiors, portes de fusta i obertures amb volta. Un sol minaret amb arcs apuntats s'alça per damunt de la mesquita i el pati principal; no arriba, però, a l'alçada de les altres dues grans mesquites de la ciutat. El pati esdevingué un cementeri, que ja no s'utilitza. Els imams de la mesquita estan soterrats en una zona subterrània al nord de l'edifici, on es reciten les pregàries del vespre i del matí. També conté habitatges per al guàrdia de la mesquita. Un pati exterior més petit s'empra com a espai de lectura durant la celebració del naixement de Mahoma. El sostre de la mesquita, com altres edificis de Timbuctu, està sostingut per fusta de l'esbarzer autòcton, coberta amb capes de fang per a formar l'exterior de guix. En comparança amb altres mesquites de Timbuctu, aquesta rep més cura i manteniment.

## Profanació
L'estiu del 2012, uns membres d'Ansar Dine, un grup vinculat a Al-Qaida, enderrocaren les portes de la mesquita, que segons la llegenda només s'havien d'obrir a la fi dels temps. La justificació dels gihadistes per destruir els santuaris i mausoleus de la ciutat era que contradeien la interpretació estricta de l'islam. A més a més de la mesquita, les tombes incrustades a la superfície exterior també les van profanar. Afirmaven que la veneració pel lloc era idòlatra, perquè es deia que les visites diàries a la tomba de l'imam Sidi Yahya portaven benediccions als creients. El grup va oferir uns 100 dòlars per reparar la mesquita, cosa que fou rebutjada per l'imam Alpha Abdoulahi. L'any següent, un terrorista suïcida d'Ansar Dine va destruir unes finestres i una porta de la mesquita i feu patir l'estabilitat del minaret. El 2016, el Tribunal Penal Internacional declarà culpable de crims de guerra Ahmad al-Faqi al-Mahdi, participant en els atacs del 2012 contra monuments de Timbuctu.

## Restauració
El 2013, la restauració de la mesquita de Sidi Yahya, considerada pels habitants de Timbuctu un símbol històric que protegeix la ciutat, la van fer fusters de la ciutat amb el suport de la UNESCO. El gener del 2013, començà un programa de rehabilitació amb l'objectiu de reconstruir els mausoleus, les esglésies i altres monuments del país danyats o destruïts durant els atacs del 2012. La UNESCO i el Govern de Mali continuen la restauració d'aquests monuments i la restitució de manuscrits històrics. La directora general de la UNESCO, Irina Bokova, va acollir amb satisfacció la tasca, i emfasitzà la importància de la protecció del patrimoni per a la resiliència dels pobles. La reinstal·lació de la porta sagrada, monument religiós i cultural de Timbuctu, marca un nou pas en la tasca de reconstrucció i consolidació de la pau a Mali. Això, amb la reconstrucció dels mausoleus de Timbuctu i el judici dels responsables de la seua destrucció davant el Tribunal Penal Internacional, envia un missatge contundent a tots els extremistes. La porta sagrada de Sidi Yahya fou restaurada el 19 de setembre del 2016. La restauració del minaret de la mesquita s'acabà el 2019.